# Zach Johnson
Zachary Harris Johnson (* 24. února 1976, Sarnia, Iowa City, Iowa, USA) je americký profesionální golfista. Jeho největším úspěchem je vítězství na major turnaji Masters Tournament v roce 2007.

## Vítězství na PGA tour (9)
- 2004 – BellSouth Classic
- 2007 –  Masters Tournament, AT&T Classic
- 2008 – Valero Texas Open
- 2009 – Sony Open in Hawaii, Valero Texas Open
- 2010 – Crowne Plaza Invitational at Colonial
- 2012 – Crowne Plaza Invitational at Colonial, John Deere Classic

## Výsledky na turnajích Major Championships
| Tournament            | 2004 | 2005 | 2006 | 2007 | 2008 | 2009 | 2010 | 2011 | 2012 | 2013 |
| --------------------- | ---- | ---- | ---- | ---- | ---- | ---- | ---- | ---- | ---- | ---- |
| The Masters           | DNP  | CUT  | T32  | 1    | T20  | CUT  | 42   | CUT  | T32  | T35  |
| U.S. Open             | T48  | CUT  | CUT  | T45  | CUT  | CUT  | T77  | T30  | T41  | CUT  |
| The Open Championship | CUT  | CUT  | CUT  | T20  | T51  | T47  | T76  | T16  | T9   | T6   |
| PGA Championship      | T37  | T17  | CUT  | CUT  | CUT  | T10  | T3   | T59  | 70   |      |

DNP = nezúčastnil se (did not play)

CUT = neprošel cutem

"T" = dělené místo (tied)

Zelené pozadí znamená vítězství, žluté umístění v nejlepších desíti.